# Uzly a pomerance
Uzly a pomerance è un film del 2019 diretto da Ivan Pokorný e tratto dall'omonimo romanzo di Iva Procházková.

## Trama
Il sedicenne Darek vive con il padre e la sorella minore disabile in un piccolo villaggio della Repubblica Ceca al confine con la Germania. Quando sua madre, con la quale aveva un rapporto molto stretto, muore, è costretto a rinunciare a molti dei suoi piani e a crescere più velocemente della maggior parte dei suoi coetanei.

## Produzione
Le riprese del film sono iniziate a fine luglio 2018 e si sono concluse dopo 24 giorni a fine agosto 2018. Il film è stato girato a Zittau, Waltersdorf, Johanngeorgenstadt, nella città ceca di Horní Blatná e nel comune di Mařenice.

## Distribuzione
Il film è stato presentato in anteprima il 19 marzo 2019 a Lipsia. Ciò è avvenuto in occasione della Leipziger Buchmesse 2019, in cui l'attenzione si è concentrata sulla Repubblica Ceca come paese ospite. All'inizio di maggio 2019 è stato presentato un primo trailer. È uscito nelle sale tedesche il 30 maggio 2019.

## Accoglienza

### Botteghini
Girato con un budget stimato di 1.350.000 euro, il film ne ha incassati ai botteghini di tutto il mondo circa 35.414.

## Riconoscimenti
- 2019 - Children's Film & TV Festival of Ota Hofman
  - Miglior attrice a Hana Bartonova
  - Nomination Miglior film
- 2019 - Filem'on: International Children's Film Festival Brussels
  - Kids Award
- 2019 - 'International Film Festival for Children and Young Audience SCHLiNGEL
  - Nomination DEFA Foundation Award
  - Nomination Youth & Children's Film Award of the Goethe-Institut
- 2019 - Neisse Film Festival'
  - Nomination Festival Sonderpreis
- 2019 - Olympia International Film Festival for Children and Young People
  - Nomination Miglior film
- 2019 - Schwerin Art of Film Festival
  - Nomination Miglior film per giovani
- 2019 - Tallinn Black Nights Film Festival
  - Nomination Miglior film per giovani
- 2019 - Zlín International Film Festival for Children and Youth
  - Nomination Miglior film per giovani
- 2020 - Cinemagic Film Festival
  - Nomination Best feature film for a youth audience
- 2020 - Montréal International Children's Film Festival
  - Nomination Miglior film